# Saviniemi
Lo stadio Saviniemi (fi. Saviniemen jalkapallostadion) è il campo dove il MyPa gioca le sue partite in casa della Veikkausliiga.
È stato costruito nel 1995 e ha più di 4000 posti a sedere.